# Federazione interamericana di filatelia
La Federazione interamericana di filatelia fu fondata in Città del Messico, l'8 novembre del 1968, dai rappresentanti della Federazione argentina delle entità filateliche, dalla Reale società filatelica del Canada, dalla Società filatelica del Cile, dalla Federazione filatelica colombiana, dalla Società filatelica americana, dall'Associazione filatelica del Guatemala, dalla Federazione messicana di filatelia, dall'Associazione filatelica Peruviana, dalla Federazione uruguayana di filatelia e dal Club filatelico di Caracas.
L'idea di fondare questa federazione venne a dei collezionisti che si erano riuniti in occasione della Sipex, in Washington, nel 1966. In quest'occasione si progettò uno Statuto. Così nel 1968, in occasione dell'Efimex-68, si riunì per la prima volta l'Assemblea Costitutiva, svolgendo tre riunioni durante i giorni 6, 7 e 8 del novembre 1968, approvando lo Statuto e la Dichiarazione di Washington e ponendo come sede permanente la città di Bogotà.
L'assemblea costituiva designò per la poresidenza il messicano Emilio Obregòn e per la vicepresidenza l'americano Eduard L. Williard per il periodo del 1969. Al consiglio direttivo si aggiunsero Alvaro Bonilla Lara e Hugo Fraccaroli, riconoscendone in questo modo i loro meriti filatelici e il lavoro di tanti anni per la filatelia. Tesoriere fu nominato il colombiano Jairo Londoño T.
Secondo quanto previsto dallo Statuto e in occasione dell'Exilfbo-69, si riunì a Bogotà, il 9 dicembre, l'assemblea annuale ordinaria. Le due sessioni ebbero luogo nell'Hotel Bacatà, il 1° e il 6 dicembre. La prima sessione durò praticamente tutto il giorno, dalle 10 del mattino alle 7 della sera, interrompendosi solo per pranzare. In quest'occasione altri rappresentanti di altre associazioni nazionali sollecitarono e ottennero l'ammissione come membri: il Club filatelico di Cochabamba (Bolivia), il Club filatelico del Brasile e l'Associazione filatelica della Costa Rica.
Nel 1970 si svolsero le elezioni per le principali cariche: presidente fu nominato il peruviano Herbert H. Moll, mentre come vicepresidente e segretario furono riconfermati Edward L. William e Jairo Londoño T.